# Пасека, Мария Валерьевна
Мари́я Вале́рьевна Пасе́ка (род. 19 июля 1995, Москва) — российская гимнастка, 4-кратный призёр Олимпийских игр (2012 и 2016), двукратная чемпионка мира в опорном прыжке (2015, 2017), трёхкратная чемпионка Европы (2010, 2015, 2019), 4-кратная чемпионка Универсиад (2013, 2015, 2017), заслуженный мастер спорта России, член сборной команды России. Наиболее успешно выступает в опорном прыжке.

## Биография
В спортивную гимнастику пришла в шесть лет. Карьеру начала в СДЮШОР МГФСО «Динамо». Первыми тренерами были Надежда Гальцова и Вячеслав Силифанов. В дальнейшем продолжила заниматься у Дины Камаловой в СК «Олимпийский». С 2009 года стала тренироваться у Марины и Валерия Ульянкиных, Ирины Савосиной. В 2016 году закончила Московский городской педагогический университет.
2010
На первенстве России завоевала, помимо командного золота, золото в многоборье на опорном прыжке и брусьях, серебро на вольных упражнениях и бронзу на бревне, тем самым гимнастка обеспечила себе место в команде на чемпионат Европы.
команда — золото

многоборье — 113,875 золото

прыжок — золото

брусья — золото

в/упр. — серебро

бревно — бронза
На чемпионате Европы в квалификации Мария Пасека показала третий результат, однако в финал проходили только две спортсменки от каждой страны. Стала серебряным призёром на опорном прыжке, уступив Виктории Комовой.
команда — золото

опорный прыжок — 14,275 серебро
2011
Первым стартом в году стал Кубок России, который проходил в Екатеринбурге в августе. Пасека стала бронзовым призёром в опорном прыжке и претендентом на попадание в команду на участие в чемпионат мира в Токио. Однако при подготовке к мировому первенству российская сборная столкнулась с массой проблем, которые привели к тому, что в активе россиянок оказалось только серебро: тренеры решили не форсировать возвращение на помост прошлогодней абсолютной чемпионка мира Алии Мустафиной, которая восстанавливалась после тяжёлой травмы колена; у Ксении Семёновой обострились боли в повреждённой спине, и врачи наложили временный запрет на тренировки; Мария Пасека, обладающая самым сложным в команде прыжком, за три дня до вылета в Японию травмировала бедро. Её вынуждены были оставить на подмосковной базе «Озеро Круглое».
На этапе Кубка мира в бельгийском городе Генте Пасека финишировала с пятым результатом в вольных упражнениях и стала шестой в опорном прыжке. В этом году это был первый серьёзный старт для спортсменки. В начале года Пасека перенесла две сложнейшие операции на пятках. Оперировал спортсменку доктор медицинских наук, заведующий отделением костной патологии «ЦИТО им. Приорова» Александр Викторович Балберкин.
2012
Пасека приняла участие в чемпионате г. Москвы и завоевала свою первую в этом году золотую медаль — на опорном прыжке. Выступала на трёх снарядах: опорный прыжок, вольные упражнения и брусья.
В Международных соревнованиях на призы Антонины Кошель Пасека стала серебряным призёром в опорном прыжке и в упражнениях на брусьях.
Стала бронзовым призёром чемпионата России на опорном прыжке. Победила в командном первенстве, выступая в составе сборной Москвы.
По результатам чемпионата спортсмены отбирались в олимпийскую сборную России.
2013
На летней Универсиаде в Казани Пасека одержала победу в командном первенстве и завоевала бронзовую медаль в опорном прыжке.
2015
На чемпионате Европы во французском Монпелье Пасека одержала победу в опорном прыжке, ненамного опередив швейцарку Джулию Штайнгрубер.
На Летней Универсиаде в Кванджу Пасека выиграла две золотые медали: в командном первенстве и опорном прыжке. Также завоевала бронзовую медаль в упражнениях на брусьях.
2016
На Олимпийских играх завоевала две серебряные медали: в командном первенстве и в опорном прыжке.
2017
На чемпионате Европы в Клуж-Напоке (Румыния) Пасека представляла страну только в упражнениях на опорном прыжке. Квалифицировалась в финал, но стала только четвёртой, уступив венгерке Богларке Деваи всего 0,034 балла.
На Летней Универсиаде в Тайбэе Пасека завоевала золотую медаль в командном первенстве и бронзу в опорном прыжке.
2018
Весь сезон 2018 Пасека пропустила из-за операции на спину.
2019
В Щецине на чемпионате Европы Мария Пасека завоевала «золото» в опорном прыжке.

## Тренерская карьера
В мае 2022 года стала тренером сборной Китая, проработала год.

## Награды и звания
- Медаль ордена «За заслуги перед Отечеством» I степени (13 августа 2012) — за большой вклад в развитие физической культуры и спорта, высокие спортивные достижения на Играх XXX Олимпиады 2012 года в городе Лондоне (Великобритания)[4].
- Заслуженный мастер спорта России (20 августа 2012)[5].
- Орден Дружбы (25 августа 2016) — за высокие спортивные достижения на Играх XXXI Олимпиады 2016 года в городе Рио-де-Жанейро (Бразилия), проявленные волю к победе и целеутремленность[6].

## Результаты
| Год  | Турнир                                                                                             | Место проведения | Вид программы        | Место | Очки    | Место (квалиф.) | Очки (квалиф.) |
| ---- | -------------------------------------------------------------------------------------------------- | ---------------- | -------------------- | ----- | ------- | --------------- | -------------- |
| 2010 | Первенство России                                                                                  | Пенза            | командное первенство | 1     |         |                 |                |
| 2010 | Первенство России                                                                                  | Пенза            | многоборье           | 1     | 57.400  | 1               |                |
| 2010 | Первенство России                                                                                  | Пенза            | опорный прыжок       | 1     | 14.388  | 1               |                |
| 2010 | Первенство России                                                                                  | Пенза            | разновысокие брусья  | 1     | 14.075  |                 |                |
| 2010 | Первенство России                                                                                  | Пенза            | вольные упражнения   | 2     | 13.975  |                 |                |
| 2010 | Первенство России                                                                                  | Пенза            | бревно               | 3     | 13.400  |                 |                |
| 2010 | Чемпионат Европы по спортивной гимнастике                                                          | Бирмингем        | командное первенство | 1     | 173.750 |                 |                |
| 2010 | Чемпионат Европы по спортивной гимнастике                                                          | Бирмингем        | опорный прыжок       | 2     | 14.750  | 2               | 14.275         |
| 2011 | Кубок России по спортивной гимнастике                                                              | Екатеринбург     | опорный прыжок       | 3     | 13.713  |                 |                |
| 2011 | Кубок России по спортивной гимнастике                                                              | Екатеринбург     | вольные упражнения   | 5     | 13.125  |                 |                |
| 2011 | Кубок мира по спортивной гимнастике                                                                | Гент             | вольные упражнения   | 5     | 13.175  | 7               | 13.325         |
| 2011 | Кубок мира по спортивной гимнастике                                                                | Гент             | опорный прыжок       | 6     | 13.837  |                 |                |
| 2012 | Чемпионат г. Москвы по спортивной гимнастике                                                       | Москва           | опорный прыжок       | 1     |         |                 |                |
| 2012 | Международные соревнования по спортивной гимнастике на призы Олимпийской чемпионки Антонины Кошель | Минск            | опорный прыжок       | 2     | 13.35   |                 |                |
| 2012 | Международные соревнования по спортивной гимнастике на призы Олимпийской чемпионки Антонины Кошель | Минск            | разновысокие брусья  | 2     | 13.850  |                 |                |
| 2012 | Международные соревнования по спортивной гимнастике «Tigerena kauss 2012»                          | Рига             | разновысокие брусья  | 1     | 13.750  |                 |                |
| 2012 | Международные соревнования по спортивной гимнастике «Tigerena kauss 2012»                          | Рига             | опорный прыжок       | 1     | 14.250  |                 |                |
| 2012 | Международные соревнования по спортивной гимнастике «Tigerena kauss 2012»                          | Рига             | вольные упражнения   | 1     | 13.80   |                 |                |
| 2012 | Чемпионат России                                                                                   | Пенза            | командное первенство | 1     | 171,234 |                 |                |
| 2012 | Чемпионат России                                                                                   | Пенза            | опорный прыжок       | 3     | 14.120  |                 |                |
| 2012 | Чемпионат Европы по спортивной гимнастике                                                          | Брюссель         | командное первенство | 2     | 175.536 | 2               | 172.562        |
| 2012 | Летние Олимпийские игры 2012                                                                       | Лондон           | командное первенство | 2     | 178.530 | 2               | 180.429        |
| 2012 | Летние Олимпийские игры 2012                                                                       | Лондон           | опорный прыжок       | 3     | 15.050  | 3               | 15.049         |
| 2013 | Чемпионат Европы по спортивной гимнастике                                                          | Москва           | опорный прыжок       | 7     | 13.499  | 2               | 14.733         |
| 2013 | Чемпионат Европы по спортивной гимнастике                                                          | Москва           | разновысокие брусья  | 3     | 14.400  | 6               | 14.100         |
| 2013 | Всемирная Универсиада                                                                              | Казань           | командное первенство | 1     | 175.500 |                 |                |
| 2013 | Всемирная Универсиада                                                                              | Казань           | опорный прыжок       | 3     | 14.950  | 1               | 14.800         |
| 2015 | Чемпионат Европы по спортивной гимнастике                                                          | Монпелье         | опорный прыжок       | 1     | 15.250  | 4               | 14.416         |
| 2015 | Чемпионат мира по спортивной гимнастике                                                            | Глазго           | опорный прыжок       | 1     | 15.666  | 2               | 15.583         |
| 2016 | Летние Олимпийские игры 2016                                                                       | Рио-де-Жанейро   | командное первенство | 2     | 176.688 | 3               | 174.620        |
| 2016 | Летние Олимпийские игры 2016                                                                       | Рио-де-Жанейро   | опорный прыжок       | 2     | 15.253  | 4               | 15.049         |
| 2017 | Чемпионат Европы по спортивной гимнастике                                                          | Клуж-Напока      | опорный прыжок       | 4     | 14.283  | 2               | 14.412         |
| 2017 | Летняя Универсиада                                                                                 | Тайбэй           | командное первенство | 1     | 163,000 |                 |                |
| 2017 | Летняя Универсиада                                                                                 | Тайбэй           | опорный прыжок       | 3     | 13,916  | 1               | 14.625         |
| 2017 | Чемпионат мира по спортивной гимнастике                                                            | Монреаль         | опорный прыжок       | 1     | 14,850  | 1               | 14,933         |